# Dicranomyia takeuchii
Dicranomyia takeuchii là một loài ruồi trong họ Limoniidae. Chúng phân bố ở miền Cổ bắc.